# Maytenus ardisiifolia
Maytenus ardisiifolia är en benvedsväxtart som beskrevs av Reiss. Maytenus ardisiifolia ingår i släktet Maytenus och familjen Celastraceae. Inga underarter finns listade.